# Anisomysis robustispina
Anisomysis robustispina är en kräftdjursart som beskrevs av Panampunnayil 1984. Anisomysis robustispina ingår i släktet Anisomysis och familjen Mysidae. Inga underarter finns listade i Catalogue of Life.